# Programa Bracero

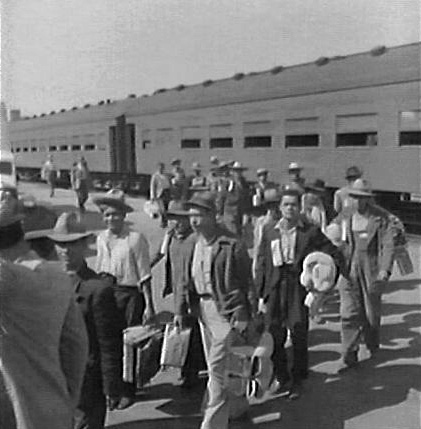
Els bracers arriben per primera vegada a Los Angeles en tren el 1942. Fotografia de Dorothea Lange

El Bracero Program o Programa Bracero (de la paraula en espanyol brazo) va ser una sèrie de lleis i acords diplomàtics, iniciat per un intercanvi l'agost de 1942 de notes diplomàtiques entre els Estats Units i Mèxic, per a la importació de treballadors contractats temporalment de Mèxic als Estats Units. Després de l'expiració del contracte inicial el 1947, el programa va continuar en l'agricultura, en una varietat de lleis i acords administratius fins al seu final formal el 1964.